# Xalet (Cabra del Camp)
El Xalet és una obra modernista de Cabra del Camp (Alt Camp) inclosa a l'Inventari del Patrimoni Arquitectònic de Catalunya.

## Descripció
Habitatge unifamiliar aïllat, format per un soterrani i una planta principal, a la qual s'accedeix per una escala central amb balustres. La façana principal, d'estructura simètrica, presenta com a elements més remarcables, a més de l'escala, les tres obertures del pis principal amb emmarcament esglaonat de maó, i el coronament, on es v utilitzar com a motiu ornamental la combinació de trencadís i de maó.

## Història
L'edifici va ser construït l'any 1918, segons consta en el trencadís que corona la façana. Les característiques formals de la construcció permeten inscriure-la dintre de l'estil modernista, en un moment en què el Noucentisme l'havia substituït com a estil predominant, però quan les construccions populars encara es feien ressò del gust per la decoració pròpia del Modernisme.